# Santa Eufimia
Sainte-Euphémie-sur-Ouvèze és un municipi francès situat al departament de la Droma i a la regió d'Alvèrnia-Roine-Alps. L'any 2007 tenia 99 habitants.

## Demografia

### Població
El 2007 la població de fet de Sainte-Euphémie-sur-Ouvèze era de 99 persones. Hi havia 40 famílies de les quals 8 eren unipersonals (4 homes vivint sols i 4 dones vivint soles), 20 parelles sense fills i 12 parelles amb fills.
La població ha evolucionat segons el següent gràfic:
Habitants censats

### Habitatges
El 2007 hi havia 97 habitatges, 44 eren l'habitatge principal de la família, 52 eren segones residències i 1 estava desocupat. 87 eren cases i 9 eren apartaments. Dels 44 habitatges principals, 29 estaven ocupats pels seus propietaris, 9 estaven llogats i ocupats pels llogaters i 5 estaven cedits a títol gratuït; 1 tenia una cambra, 5 en tenien dues, 9 en tenien tres, 10 en tenien quatre i 18 en tenien cinc o més. 27 habitatges disposaven pel capbaix d'una plaça de pàrquing. A 20 habitatges hi havia un automòbil i a 22 n'hi havia dos o més.

### Piràmide de població
La piràmide de població per edats i sexe el 2009 era:
| Homes | Edats   | Dones |
| ----- | ------- | ----- |
| 0     | 95 o +  | 0     |
| 0     | 90 a 94 | 0     |
| 0     | 85 a 89 | 0     |
| 0     | 80 a 84 | 0     |
| 4     | 75 a 79 | 4     |
| 0     | 70 a 74 | 0     |
| 0     | 65 a 69 | 0     |
| 4     | 60 a 64 | 4     |
| 0     | 55 a 59 | 4     |
| 0     | 50 a 54 | 0     |
| 0     | 45 a 49 | 0     |
| 0     | 40 a 44 | 0     |
| 8     | 35 a 39 | 4     |
| 4     | 30 a 34 | 12    |
| 4     | 25 a 29 | 4     |
| 0     | 20 a 24 | 0     |
| 0     | 15 a 19 | 0     |
| 0     | 10 a 14 | 0     |
| 12    | 5 a 9   | 4     |
| 0     | 0 a 4   | 8     |

## Economia
El 2007 la població en edat de treballar era de 60 persones, 47 eren actives i 13 eren inactives. De les 47 persones actives 43 estaven ocupades (22 homes i 21 dones) i 4 estaven aturades (2 homes i 2 dones). De les 13 persones inactives 5 estaven jubilades, 2 estaven estudiant i 6 estaven classificades com a «altres inactius».
Activitats econòmiques
Dels 4 establiments que hi havia el 2007, 1 era d'una empresa de fabricació d'altres productes industrials, 1 d'una empresa de construcció, 1 d'una empresa immobiliària i 1 d'una empresa de serveis.
L'únic servei als particulars que hi havia el 2009 era un paleta.
L'any 2000 a Sainte-Euphémie-sur-Ouvèze hi havia 5 explotacions agrícoles que ocupaven un total de 185 hectàrees.

## Poblacions més properes
El següent diagrama mostra les poblacions més properes.